# Paris-Roubaix 1919
Vous lisez un « bon article » labellisé en 2020.
La 20e édition de la course cycliste Paris-Roubaix a eu lieu le 20 avril 1919. C'est la première édition de cette classique, interrompue depuis cinq ans, par la Première Guerre mondiale. Elle est remportée par le Français Henri Pélissier qui bat au sprint ses deux compagnons d'échappée, le Belge Philippe Thys et le Français Honoré Barthélémy.
Le parcours, long de 280 kilomètres, est modifié par rapport à celui des éditions d'avant-guerre, en raison de la destruction de certaines routes pendant le conflit mondial. De même, l'arrivée de la course est déplacée sur l'avenue de Jussieu, en attendant la réfection du vélodrome de Roubaix.
Dans un premier temps, 132 coureurs sont inscrits mais seulement 77 d'entre eux s'alignent au départ. Vingt-cinq coureurs terminent la course, rendue difficile par l'état des routes et des conditions météorologiques défavorables, avec un fort vent de face et des températures froides. Le passage de la course à travers les régions dévastées du nord de la France lui vaut le surnom d'« enfer du Nord », couramment utilisé depuis.

## Présentation

### Contexte
« Voyez ! Pâques ramène l'envolée de ses cloches, l'éclosion des bourgeons, la naissance du Printemps. Pâques nous donne une fois de plus, la vingtième, la course classique de Paris-Roubaix, la belle épreuve de début où les jeunes espoirs font battre des poitrines nouvelles, les vieilles gloires tendent leurs volontés contre la marée montante ambitieuse des nouveaux venus. »

— Henri Desgrange, L'Auto du 20 avril 1919
Dès la signature de l'armistice qui met fin aux combats de la Première Guerre mondiale, les organisateurs des principales courses cyclistes sur route d'avant-guerre annoncent leur intention de remettre sur pied leurs épreuves, interrompues depuis cinq ans. Ainsi La Gazzetta dello Sport annonce la reprise du Tour d'Italie et L'Auto celle du Tour de France. Le 4 janvier 1919, Le Petit Journal confirme l'organisation du Circuit des Champs de Bataille, une course cycliste par étapes dont le parcours est entièrement tracé dans les régions les plus durement touchées par la guerre, en longeant la ligne de front, pour le mois de mai suivant. À la fin janvier, Henri Desgrange révèle dans les colonnes de L'Auto le retour de Paris-Roubaix, dont la dernière édition a eu lieu en 1914 avec la victoire de Charles Crupelandt. La course doit se dérouler le dimanche 20 avril, jour de Pâques.

### Parcours, règlement et organisation
La vingtième édition de Paris-Roubaix, courue sous l'égide de l'Union vélocipédique de France, est ouverte aux seuls coureurs professionnels moyennant des frais d'inscription de trois francs. L'épreuve est disputée sans entraîneurs et les coureurs ne peuvent bénéficier de l'aide d'aucun soigneur ni d'aucun suiveur de leur équipe sous peine d'être mis hors course. De même, l'assistance mécanique entre les coureurs est interdite. La dotation de l'épreuve est importante, offrant notamment 1 000 francs au vainqueur, 500 francs au deuxième et 300 francs au troisième.
Le parcours, long de 280 kilomètres, est identique à celui d'avant-guerre jusqu'à Doullens, en passant par Le Vésinet, Beauvais, Méru et Amiens. En revanche, l'état des routes, endommagées par quatre années de guerre, rend impossible le passage par Arras. Un passage par Saint-Pol-sur-Ternoise puis le bassin houiller à Béthune est alors envisagé par les organisateurs. Le coureur français Eugène Christophe, troisième de l'épreuve en 1910, est chargé par Henri Desgrange d'accompagner un membre de la rédaction de L'Auto afin de reconnaître le parcours et de valider la décision d'emprunter ces routes. Dans l'édition du 30 mars, le journaliste rend compte de cette reconnaissance et livre une description des paysages dévastés que devront traverser les coureurs : « On entre alors en plein champ de bataille. Plus rien que la dévastation dans ce qu'elle a de plus affreux, de plus tragique. L'abomination de la désolation ! Plus d'arbres, tout est fauché ! Le sol ? Non ! La mer ! Pas un mètre carré qui ne soit bouleversé de fond en comble. C'est l'enfer ! Les trous d'obus se succèdent sans interruption aucune. Et voici des réseaux de fils de fer, des traces de boyaux, des traces de tranchées. »
Le vélodrome de Roubaix, théâtre habituel de l'arrivée de la course, n'est plus en mesure de l'accueillir car sa piste en bois a été entièrement détruite par les Allemands. La ligne d'arrivée est alors fixée sur l'avenue de Jussieu, qui borde le parc Barbieux. Pour s'assurer que les coureurs suivent bien le parcours prévu, des contrôles fixes avec ravitaillement se tiennent à Beauvais, Amiens et Saint-Pol-sur-Ternoise. De même, des contrôles volants sont prévus à Pontoise, Breteuil, Doullens, Frévent, Béthune, Armentières et Lille.

### Coureurs engagés

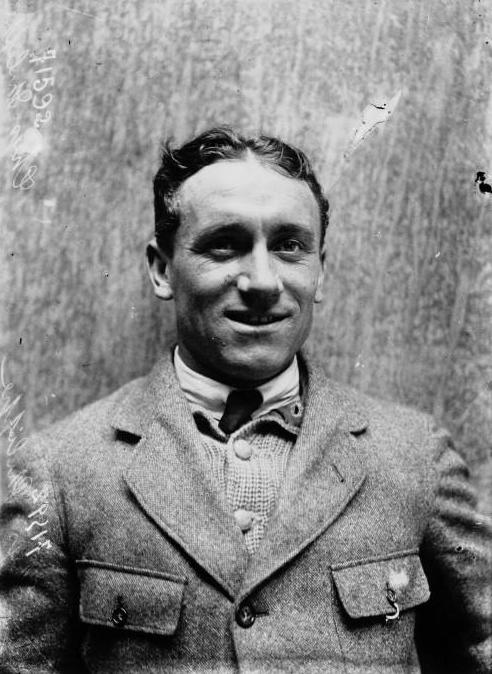
Ancien vainqueur du Tour de France, Philippe Thys fait partie des favoris de l'épreuve.

Les opérations de contrôle pendant lesquelles les vélos des concurrents sont poinçonnés afin de prévenir tout changement de machine en course ont lieu au siège de L'Auto, rue du Faubourg-Montmartre, et se déroulent sur deux journées : le vendredi 18 avril, elles concernent les coureurs issus de la région parisienne, tandis que les coureurs étrangers ou de la province sont conviés le lendemain. Sur les 132 coureurs inscrits, seuls 77 prennent finalement le départ. Cela s'explique en partie par le fait que les coureurs effectuent parfois des doubles inscriptions, préférant choisir au dernier moment sur quelle épreuve s'aligner en fonction des primes promises par l'organisation. C'est le cas de l'Italien Gaetano Belloni, l'un des meilleurs coureurs du moment, vainqueur de Milan-San Remo 1917, du Tour de Lombardie et de Milan-Turin en 1918, et de son coéquipier belge Marcel Buysse, qui préfèrent finalement s'engager sur la course Rome-Trente-Trieste qui débute le lendemain de Paris-Roubaix.
Par ailleurs, le nombre d'engagés est en forte baisse par rapport à l'édition 1914 qui recensait 153 inscrits et seulement neuf non partants. D'une part, de nombreux coureurs ont disparu sur les champs de bataille, à l'image des anciens vainqueurs de l'épreuve Octave Lapize et François Faber. D'autre part, après quatre années de guerre, le matériel manque.
Le Paris-Roubaix 1919 réunit tout de même un plateau prestigieux, composé de 39 coureurs belges, de 37 Français et d'un Suisse, le recordman de l'heure Oscar Egg. Si le règlement interdit officiellement la course d'équipe et l'assistance entre les coureurs, l'appartenance à une firme demeure un avantage pour les coureurs, ne serait-ce qu'en termes de préparation matérielle. Ainsi le consortium La Sportive, un regroupement des plus grandes marques de cycles unies pour faire face aux difficultés financières et d'approvisionnement liées à la guerre, rassemble la grande majorité des coureurs. Oscar Egg et Jean Alavoine, de la firme Bianchi, de même que Charles Deruyter et Paul Duboc de l'équipe Alléluia, font figure d'isolés.
Parmi les principaux favoris de l'épreuve, on retrouve du côté belge deux anciens vainqueurs du Tour de France, Philippe Thys et Odile Defraye, de même que des coureurs confirmés comme Dieudonné Gauthy, Jules Masselis et Louis Mottiat, anciens vainqueurs du Tour de Belgique, ou encore des spécialistes des courses d'un jour comme Charles Deruyter, Firmin Lambot ou Louis Heusghem. Du côté des Français, Henri Pélissier, plusieurs fois vainqueurs sur des classiques italiennes, Eugène Christophe, Jean Alavoine, Maurice Brocco ou encore Paul Duboc représentent les meilleures chances de succès.

## Récit de la course
Le départ de la course est donné de Suresnes le 20 avril 1919, au petit matin, où les membres du Vélo Club de Levallois et de l'Audax Club Parisien sont chargés du service d'ordre. Les conditions météorologiques sont favorables lors des premiers kilomètres et les coureurs restent groupés, mais à une allure vive, jusqu'au contrôle de Beauvais. À partir de Breteuil, après 112 kilomètres de course, la course se durcit en raison d'un changement des conditions météorologiques : les coureurs doivent affronter une chute violente des températures, de même qu'un fort vent du nord qui ralentit leurs progressions sur les plateaux aux champs ouverts de la Somme. Dès lors, la sélection se fait par l'arrière et des coureurs sont lâchés. Plusieurs favoris abandonnent la course en arrivant au contrôle d'Amiens, comme Odile Defraye, Charles Deruyter, Maurice Brocco ou Marcel Godivier. De même, Jean Alavoine, retardé par plusieurs crevaisons, et Jean Aerts dont le guidon se brise, se retirent.
La côte à la sortie de Doullens permet une nouvelle sélection dans le groupe de tête alors que les crevaisons se multiplient en raison de clous jetés sur la route. Le Suisse Oscar Egg perd beaucoup de temps à réparer ses boyaux, tandis que Charles Juseret abandonne. Deux autres retraits sont signalés avant Saint-Pol-sur-Ternoise où le groupe de tête est réduit à une vingtaine de coureurs : les Belges Henri Van Lerberghe, récent vainqueur du Tour des Flandres, et Lucien Buysse, frigorifiés, se réfugient dans un estaminet.

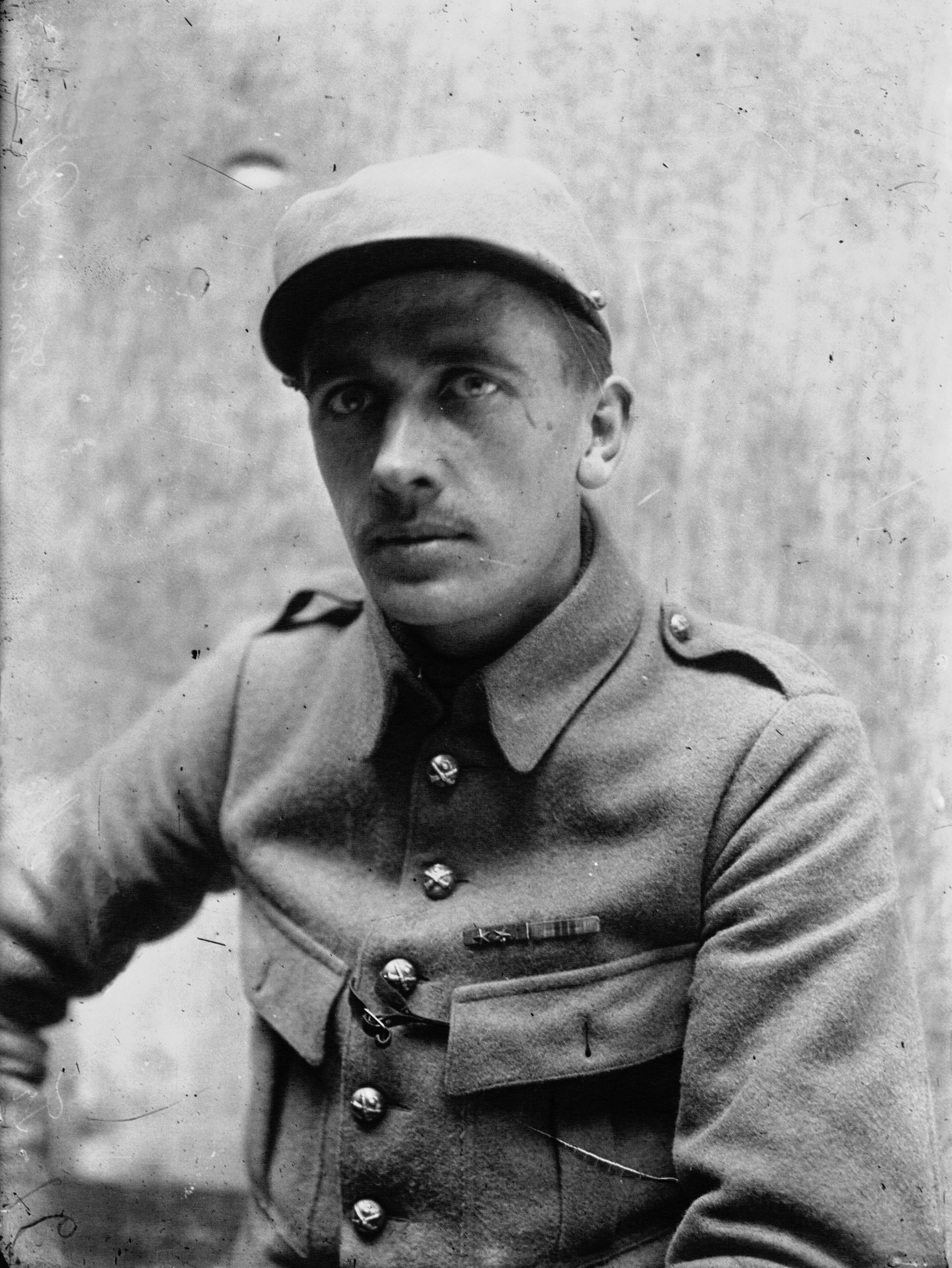
Francis Pélissier place une attaque franche qui fait la sélection en tête de course.

À la sortie de la vallée de la Ternoise, ils ne sont plus que neuf coureurs à figurer en tête de course : les Belges Philippe Thys, Dieudonné Gauthy, Jean Rossius, Alfons Spiessens et Louis Heusghem, les Français Henri et Francis Pélissier, Honoré Barthélémy et Robert Jacquinot. Entre Cambrin et La Bassée, Francis Pélissier place une violente attaque que seul son frère peut suivre. Ils sont finalement rejoints par Philippe Thys quelques kilomètres plus loin et continuent d'imposer un rythme soutenu. Sur les pavés d'Annœullin, Francis Pélissier lâche prise, victime d'une fringale. Peu avant Seclin, Honoré Barthélémy revient sur Philippe Thys et Henri Pélissier qui n'ont pourtant pas faibli. Barthélémy tente immédiatement de s'échapper, sans parvenir à surprendre ses deux compagnons.
Dans Seclin, un train arrêté sur la voie obstrue la chaussée à hauteur d'un passage à niveau. Henri Pélissier décide le premier de traverser un compartiment du train, son vélo à la main, bientôt imité par Thys et Barthélémy,. Les trois hommes se présentent ensemble à Roubaix. Henri Pélissier lance le sprint et surprend Philippe Thys qui tarde à produire son effort. Il s'impose assez nettement, tandis que Barthélémy, à bout de forces, se contente de la troisième place. Les Belges Louis Heusghem et Alexis Michiels, auteurs d'une belle fin de course, se classent respectivement quatrième et cinquième à seulement une minute du vainqueur. Les écarts sont ensuite plus important puisque Francis Pélissier, sixième, termine à dix minutes de son frère.

## Classement final
Le Français Henri Pélissier remporte cette édition en couvrant les 280 kilomètres en 12 h 15. Vingt-cinq coureurs sont classés,.
| Classement final | Classement final  | Classement final | Classement final | Classement final |
|                  | Coureur           | Pays             | Équipe           | Temps            |
| ---------------- | ----------------- | ---------------- | ---------------- | ---------------- |
| 1er              | Henri Pélissier   | France           | La Sportive      | en 12 h 15       |
| 2e               | Philippe Thys     | Belgique         | La Sportive      | m.t.             |
| 3e               | Honoré Barthélémy | France           | La Sportive      | m.t.             |
| 4e               | Louis Heusghem    | Belgique         | La Sportive      | + 1 min          |
| 5e               | Alexis Michiels   | Belgique         | La Sportive      | m.t.             |
| 6e               | Francis Pélissier | France           | La Sportive      | + 10 min         |
| 7e               | Jean Rossius      | Belgique         | La Sportive      | + 15 min         |
| 8e               | Émile Masson      | Belgique         | La Sportive      | + 15 min 30 s    |
| 9e               | Eugène Christophe | France           | La Sportive      | + 16 min         |
| 10e              | Alfred Steux      | Belgique         | La Sportive      | + 24 min         |
| modifier         |                   |                  |                  |                  |

## Bilan, réactions et postérité

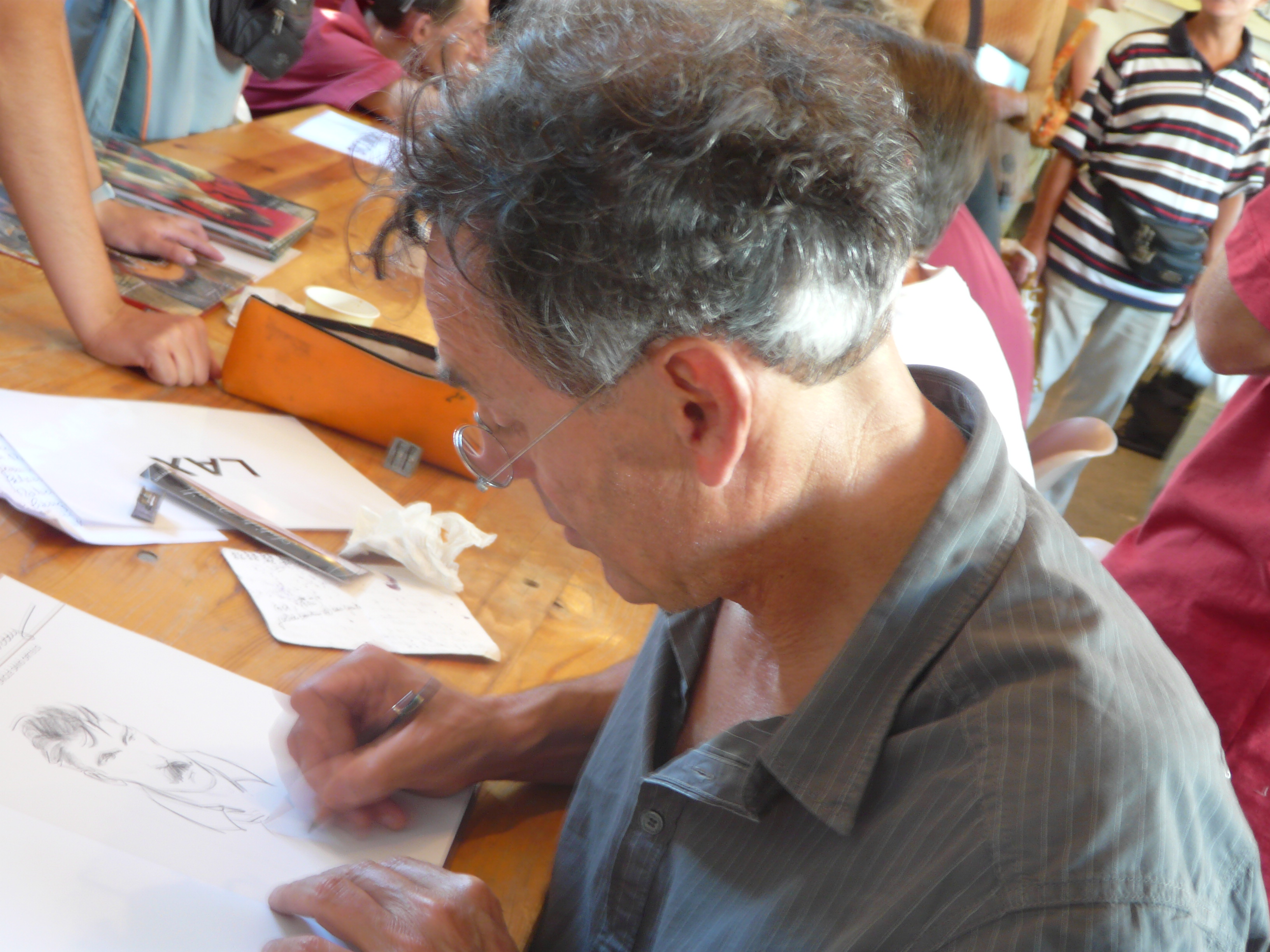
Christian Lax signe une bande dessinée qui a pour cadre le Paris-Roubaix 1919.

Cette vingtième édition de Paris-Roubaix est courue plus lentement que les précédentes. Henri Pélissier boucle le parcours en 12 h 15, soit une moyenne horaire de 22,8 km/h, très loin de la moyenne de Charles Crupelandt en 1914 (30,3 km/h) ou de celle de François Faber en 1913 (35,3 km/h). Les suiveurs indiquent que cette faible vitesse moyenne a pour cause d'une part le mauvais état des routes, d'autre part le fort vent contraire, venu du nord, que les coureurs doivent affronter pendant une bonne partie de la course. À l'inverse, l'édition remportée par Faber six ans plus tôt avait été disputée avec un fort vent arrière, favorable à la progression des coureurs. Par ailleurs, la difficulté de la course a favorisé les coureurs d'expérience, dont la carrière a commencé avant la guerre, au détriment des plus jeunes. De même, les spécialistes des épreuves sur piste, comme Charles Deruyter, sont peu en réussite. Les suiveurs, comme dans le journal Sporting, évoquent un manque de motivation de leur part et soulignent l'écart de difficulté entre les deux disciplines : « La route est autre chose que le vélodrome. »
L'épreuve est également un grand succès populaire et le public se masse nombreux sur les routes, dans les derniers kilomètres de course. Dans son journal, le directeur de course Henri Desgrange évoque un « succès colossal », ce qui est confirmé par d'autres titres de presse.
À l'issue de la course, le vainqueur Henri Pélissier montre sa satisfaction : « Ma course fut sans histoire et exempte d'incidents. Pas de crevaison, pas de bûche ! Mais ce fut dur ! Je suis parti à l'endroit précis que je m'étais fixé en reconnaissant le parcours ». Son dauphin Philippe Thys insiste lui aussi sur les conditions rudes que les coureurs ont dû affronter : « Quelle course ! Le vent, le froid, les routes défoncées. Depuis l'étape Dunkerque-Longwy dans le Tour de France 1913, je n'ai rien vu de pareil ! C'est une épreuve modèle. »
Le passage de l'épreuve parmi les régions dévastées, les paysages désolés et les villages en ruine du nord de la France, à l'issue de la Première Guerre mondiale, renforce la légende de Paris-Roubaix. Le journaliste Victor Breyer, commentant ce tableau pendant la course, évoque « l'enfer du Nord », une expression qui devient dès lors l'un des surnoms de la course,. La bande dessinée Pain d'Alouette de Christian Lax, publiée en 2009 aux éditions Futuropolis, a pour cadre cette édition 1919 de Paris-Roubaix. Elle met en scène un personnage de fiction, Quentin Ternois, ancien coureur cycliste gazé à Ypres deux années plus tôt, qui emmène son neveu Élie assister à l'épreuve,.